# Данилова, Галина Эдуардовна
Гали́на Эдуа́рдовна Дани́лова (род. 2 мая 1968, Йошкар-Ола) — советская и российская актриса театра, кино и дубляжа.

## Биография
Родилась 2 мая 1968 года в Йошкар-Оле. По собственным словам, наполовину татарка.
Юность провела в посёлке Юдино, город Казань.
В школе не пропускала ни одной театральной постановки, всегда играла главные роли. После окончания школы поступила в Казанское театральное училище. В 1989 году переехала в Москву и стала актрисой театра «Сатирикон», в котором играла до 2005 года.

## Семья и дети
Замужем четыре раза.
- Первый муж — однокурсник Владимир Попов.
- Второй муж — московский бизнесмен.
- Третий муж — музыкант Дмитрий Колтаков.
- Четвёртый муж — турецкий экскурсовод и штурман прогулочных туристических судов Сейхун Эзбер.

От первого брака имеет сына Никиту, от третьего дочь Ульяну.

## Театральные работы
Театральные работы:
- «Трёхгрошовая опера»
- «Жак и его господин»
- «Эстремадурские убийцы»
- «Багдадский вор»
- «Ворожея или сеанс любовной магии»
- «Будьте здоровы, месье»
- «Женщины в поисках любви»
- «Никому не отдам!»
- «Опасный холостяк»

## Фильмография
| Год  |   | Название                | Роль                                      |
| ---- | - | ----------------------- | ----------------------------------------- |
| 2005 | ф | Ой, мороз, мороз!       | мама                                      |
| 2006 | ф | Червь                   | мать Сергея                               |
| 2008 | ф | Откуда берутся дети?    | попутчица с ребёнком                      |
| 2008 | ф | Тариф «Новогодний»      | пассажирка в автобусе                     |
| 2010 | ф | Ёлки                    | подруга Юлии, астролог                    |
| 2011 | ф | Москва — не Москва      | Нина, жена Зотова                         |
| 2018 | с | Угрозы                  | Наталья Кувалдина                         |
| 2020 | с | И снова будет день      | мать Инги                                 |
| 2021 | с | Призрачное счастье      | Тамара                                    |
| 2022 | с | Исправление и наказание | Анастасия Полякова, жена Павла Идрисовича |
| 2024 | ф | Отдам маму замуж        | Ольга                                     |
| 2024 | ф | Новогодний экспресс     | кассирша                                  |
| 2024 | с | Жвачка                  | Элла                                      |

## Телевидение
- 2005 — Дорогая передача
- 2006—2014 — 6 кадров[7]
- 2006 — Кадетство. Первый сезон — мать суворовца Андрея Левакова
- 2006 — Кто в доме хозяин? — Жанна Петровна
- 2006—2008 — Счастливы вместе — Зинаида Андреевна
- 2007 — Защита против — Валентина Фёдоровна
- 2007—2009 — Папины дочки — Галина Сергеевна, мать Полежайкиных
- 2008 — Провинциалка — Марина Ладова
- 2008 — Шаг за шагом — Катя, жена Вити
- 2010 — Основная версия — Эльвира Николаевна Прибыловская
- 2011 — Девичья охота — Жанна Раевская, дочь Фёдора Раевского
- 2011 — Ералаш (выпуск № 260, сюжет «Источник знаний»; выпуск № 344, сюжет «Галя выйдет?»)
- 2013 — Любит — не любит — Людмила Борисовна, мама Лёли

Должна была сыграть роль Тамары Кожемятько в сериале «Папины дочки», но отказалась от участия в проекте в пользу сериала «Шаг за шагом», работа в котором отличалась главной ролью и большой прибылью. Впоследствии снялась в «Папиных дочках», но в роли Галины Полежайкиной.